# Bernard Talvard
Bernard Talvard (8 ottobre 1947) è un ex schermidore francese, vincitore di tre medaglie di bronzo nella scherma ai giochi olimpici.